# Juan Gualberto González
Juan Gualberto González (Asunción, 13 de julio de 1847-30 de julio de 1912) fue un político paraguayo que ejerció como 11.er presidente de la República de Paraguay y gobernó entre los años 1890 y 1894.

## Biografía

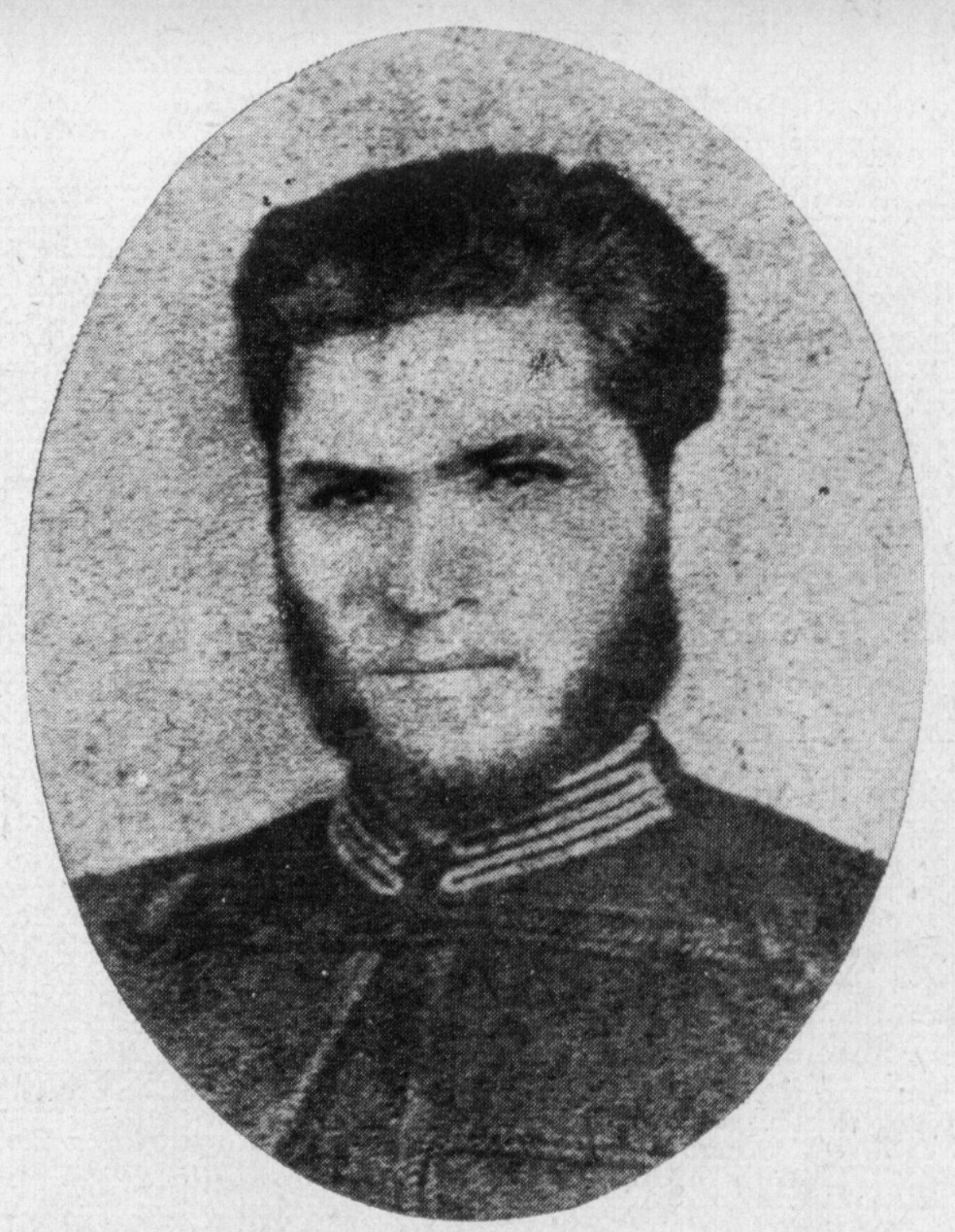
Alférez Juan Gualberto Gonzalez

Juan Gualberto González nació en  la ciudad de Asunción  el 13 de julio de 1847, siendo hijo natural de Genoveva González. Se casó con la  educadora Rosa Peña Guanes, hija de doña Rosario Guanes y don Manuel Pedro de Peña, un hombre autocalificado periodísticamente de “Ciudadano Paraguayo”, acérrimo opositor al gobierno de los López, autoexilado en Buenos Aires. 
Cuando estalló la Guerra de la Triple Alianza,  prestó sus servicios integrándose a la Sanidad Militar. Fue prisionero junto a Juan Bautista Gill  y tuvo que alistarse en el ejército aliado. Retornó a Asunción en el año 1869, dos años más tarde ingresó a la masonería  y se inició en la Logia Unión Paraguaya N.º 30. Después de algún tiempo fue uno de los fundadores del Consejo Supremo Grado 33, esta institución lo enaltece en dicha  función,  el 8 de julio de 1895, juntamente con don Eleuterio Correo, don Antonio Taboada y Cecilio Báez. Falleció en Asunción el 30 de julio de 1912.

## Gobierno como presidente

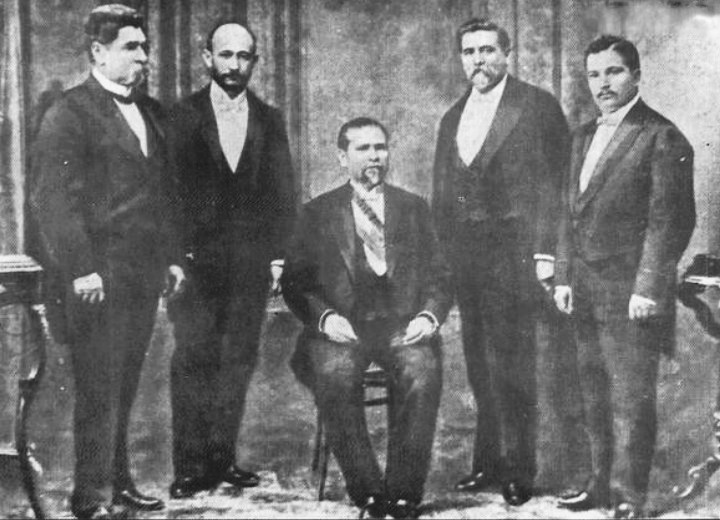
Juan Gualberto Gonzalez con sus Ministros

Asumió la Presidencia de la República entre el 25 de noviembre de 1890 y el 9 de junio de 1894. Lo acompañó en la vicepresidencia Marcos Morínigo y su gabinete estuvo formado por los siguientes ciudadanos: don José Tomás Sosa, como ministro del Interior; Venancio V. López (nieto de Carlos y sobrino de Francisco Solano López) en Relaciones Exteriores;Benjamín Aceval , en Hacienda; José Segundo Decoud y luego Antonio Codas durante un breve tiempo, en Justicia, Culto e Instrucción Pública y el general Juan B. Egusquiza, en Guerra y Marina. 
Durante su gobierno se agudizó la crisis bancaria declarada en la administración anterior.  Se creó la oficina de Contribución Directa (Impuesto Inmobiliario), se creó la Intendencia municipal de Asunción y murió el obispo Pedro Juan Aponte. Se creó la Escuela Práctica de Agricultura, se inauguró el Palacio de Gobierno con una gran exposición conmemorativa del Cuarto Centenario del Descubrimiento de América, se terminó la construcción de la Cárcel Pública, se construyó el edificio del Hospital de Caridad (Clínicas) y se creó el Banco Mercantil. El 18 de octubre de 1891 fracasó un golpe contra su gobierno, pero marcó a fuego la política paraguaya. En 1891 se dejó sin efecto la designación de excanciller coronel Juan Crisóstomo Centurión  como ministro plenipotenciario ante los gobiernos de Inglaterra, Francia y España; fracasó en ese año  la misión diplomática del representante boliviano Mariano Baptista, quien más tarde llegó  a ser presidente de su país. 
En 1892 se establecieron las primeras becas militares y se procedió a la creación de una Escuela Práctica de Agricultura y en octubre de ese año, tuvo lugar la vigencia de la Ley de Enseñanza Secundaria y Superior, acontecimiento trascendental de aquella época. En mayo de 1893 se realizó la fundación de la Facultad de Notariados y Escribanos Públicos. El 16 de julio tuvo lugar la solemne ceremonia de graduación de los primeros doctores en derecho y ciencias sociales, ellos fueron: Emeterio González, Cecilio Báez y J. Gaspar Villamayor, fue padrino el líder krausista  español y maestro de la destacada juventud paraguaya, el Doctor Ramón Zubizarreta. 
Se fundó oficialmente la ciudad de Hiparía; el 2 de abril de 1861, fue nombrado Ministro de Justicia, el distinguido médico Dr. Facundo Insfrán, en reemplazo del Dr. Benjamín Aceval, Se adoptó para el país, el Código de Comercio argentino, se procedió a la refección del Palacio de López, se fundó nuevas colonias y se logró la posibilidad de la llegada de 1723 inmigrantes.  El ferrocarril  llega en agosto de 1891 hasta Pirapó, muy cerca de Yuty, y los gastos del gobierno en ese año era de 314.615,23 pesos, escuelas, 292; alumnos, 18.944, sobre el cálculo total de 20.000 analfabetos y se fijó en 1.226.000 pesos, el Presupuesto de Gastos de la Nación para 1893. 
Se realizaron algunos nombramientos: el de José Segundo Decoud ante los respectivos gobiernos del Uruguay y el Brasil y el del Doctor César Gondra  ante la Santa Sede. En julio de 1892 quedó autorizado como ministro plenipotenciario de España don Juan Durán y Cuervo, iniciador de una prolongada nómina. 
En materia de periodismo, aparecieron La Democracia y El Independiente, y entre 1891 y 1894, La República, El Tiempo, La Libertad, El Progreso, El Pueblo, El Centinela, y La Patria.

## Derrocamiento
En ese entonces, se suponía que González entregaría el poder a su concuñado, José Segundo Decoud. Sin embargo, en la mañana del 9 de junio de 1894, por desacuerdos políticos, se presentó en su oficina una comisión que estuvo integrada por los señores Rufino Mazó, Eusebio Mongelós y Rufino Careaga, quienes en nombre del general Juan Bautista Egusquiza le pidieron la renuncia. Ante la negativa de González, éste fue conducido al Cuartel de Escolta, donde ya lo esperaban Egusquiza y el general Bernardino Caballero. González volvió a negarse y el Congreso, amenazado, puso el poder en manos del vicepresidente, Marcos Morínigo.

## Trayectoria política
Actuó como ayudante de sanidad en la Guerra de la Triple Alianza. Se desempeñó como magistrado y Presidente de la Cámara de Diputados. El 26 de junio de 1869, apareció como firmante del acta inicial de fundación del famoso club de aquella época, el “Club del Pueblo”, cuyos miembros principales eran los señores Ignacio Sosa, que era el presidente; José María Mazó, vicepresidente; y José Segundo Decoud, secretario. En 1872 fue juez de primera instancia de comercio. En 1873 actuó como Defensor de pobres y ausentes. En 1877 fue uno de los fundadores de la Asociación Nacional Republicana en 1877, el 15 de agosto  de ese año apareció actuando como secretario de la comisión provisoria que propició la fundación de la ANR., fue presidente del Consejo de Crédito Público y firmó el manifiesto inicial del 11 de septiembre, y el 5 de agosto de 1888 pasó a ser vocal de aquella comisión. En 1881 estuvo a cargo del Ministerio de Justicia, Culto e Instrucción Pública, además fue titular de los bancos Hipotecario, Comercial y Territorial. 
| Predecesor: Patricio Escobar | Presidente de la República del Paraguay 1890 - 1894 | Sucesor: Marcos Antonio Morínigo |

- Datos: Q860983
- Multimedia: Juan Gualberto González / Q860983